# Thai Airways International

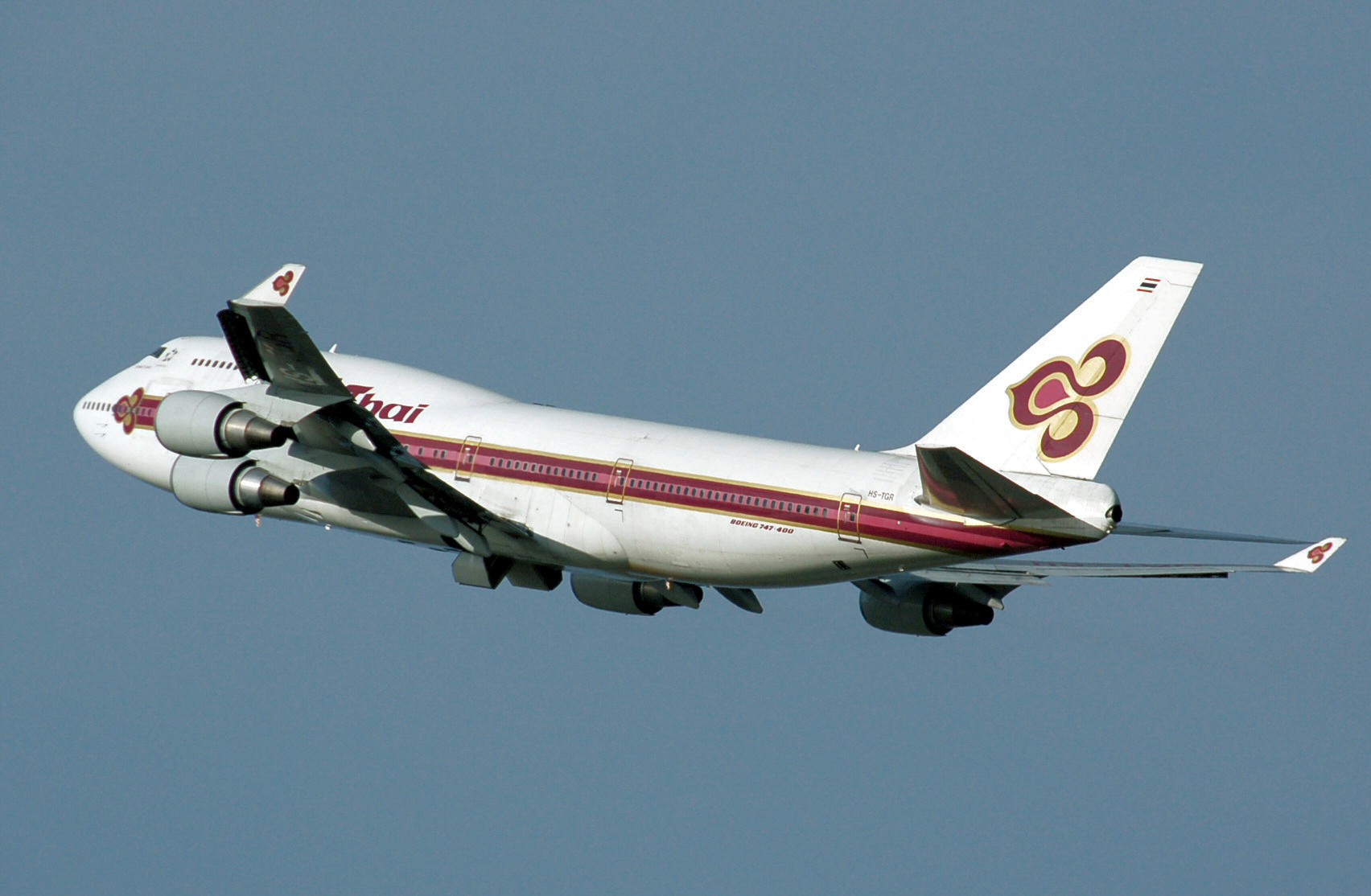
Boeing 747-400 w barwach Thai Airways International

Thai Airways International – tajska narodowa linia lotnicza, z siedzibą w Bangkoku powstała w 1960, a od 1987 działająca pod nazwą Thai Airways International, która posiada połączenia z 64 lokalizacjami na całym świecie.
Linia jest członkiem-założycielem największego na świecie sojuszu lotniczego Star Alliance, a głównymi węzłami są porty lotnicze Bangkok-Suvarnabhumi i Phuket. Jest głównym udziałowcem w liniach Nok Air, a do grudnia 2023 również Thai Smile.
Do końca 2024 na pokładach samolotów Thai Airways International można było skorzystać z trzech klas podróży: ekonomicznej, biznesowej (Royal Silk Class) oraz pierwszej (Royal First Class). W grudniu 2024 przewoźnik rozszerzył swoją ofertę o klasę Ekonomiczną Premium.

## Flota
Według stanu na sierpień 2025 flota Thai Airways składała się z 78 samolotów o średnim wieku 10,5 lat:
| Samolot          | Samolot | Samolot   | Liczba miejsc | Liczba miejsc | Liczba miejsc | Liczba miejsc | Liczba miejsc | Uwagi                                                |
| Model            | Aktywne | Zamówione | F             | B             | P             | E             | Łącznie       | Uwagi                                                |
| ---------------- | ------- | --------- | ------------- | ------------- | ------------- | ------------- | ------------- | ---------------------------------------------------- |
| Airbus A320-200  | 20      | –         | –             | 12            | –             | 144           | 156           |                                                      |
| Airbus A321neo   | –       | 32        | –             | –             | –             | –             | –             | Planowane rozpoczęcie dostawy w 2025                 |
| Airbus A330-300  | 6       | –         | –             | 31            | 48            | 185           | 264           |                                                      |
| Airbus A330-300  | 6       | –         | –             | 31            | –             | 263           | 294           |                                                      |
| Airbus A350-900  | 23      | –         | –             | 32            | –             | 289           | 321           |                                                      |
| Airbus A350-900  | 23      | –         | –             | 33            | –             | 301           | 334           |                                                      |
| Boeing 777-200   | 3       | –         | –             | 30            | –             | 262           | 292           | W trakcie wycofywania od 2025                        |
| Boeing 777-300ER | 17      | –         | 8             | 40            | –             | 255           | 303           |                                                      |
| Boeing 777-300ER | 17      | –         | –             | 42            | –             | 306           | 348           |                                                      |
| Boeing 787-8     | 6       | –         | –             | 24            | –             | 240           | 264           | 2 samoloty zostaną wydzierżawione dla PLL LOT w 2026 |
| Boeing 787-9     | 3       | 50        | –             | 30            | –             | 268           | 298           | Planowane dostarczenie od 2027                       |
| Łącznie          | 78      | 82        |               |               |               |               |               |                                                      |

### Flota użytkowana w przeszłości
Poniższa tabela przedstawia samoloty Thai Airways International, które zakończyły służbę w flocie:
| Samolot          | Samolot  | Lata użytkowania | Uwagi |
| Model            | Wycofane | Lata użytkowania | Uwagi |
| ---------------- | -------- | ---------------- | ----- |
| ATR 42           | 2        | 1990–1998        |       |
| ATR 72           | 2        | 1990–2009        |       |
| Airbus A300B4    | 14       | 1977–1998        |       |
| Airbus A300-600R | 21       | 1985–2014        |       |
| Airbus A310-200  | 2        | 1988–2001        |       |
| Airbus A310-300  | 2        | 1990–1993        |       |
| Airbus A330-300  | 24       | 1994–2021        |       |
| Airbus A340-500  | 4        | 2005–2012        |       |
| Airbus A340-600  | 6        | 2005–2015        |       |
| Airbus A380-800  | 6        | 2012–2020        |       |
| Boeing 737-200   | 3        | 1988–1993        |       |
| Boeing 737-400   | 11       | 1990–2018        |       |
| Boeing 747-200   | 6        | 1979–1997        |       |
| Boeing 747-300   | 2        | 1987–2007        |       |
| Boeing 747-400   | 18       | 1990–2020        |       |
| Boeing 777-200   | 11       | 1996–2025        |       |
| Boeing 777-300   | 11       | 1998–2020        |       |
| Boeing 777F      | 2        | 2010–2012        |       |
| BAe 146          | 11       | 1989–1998        |       |
| Convair CV-990   | 1        | 1962–1964        |       |
| Douglas DC-8     | 15       | 1970–1985        |       |
| Douglas DC-9     | 2        | 1970–1972        |       |
| Douglas DC-10    | 9        | 1975–1998        |       |
| Douglas MD-11    | 4        | 1991–2006        |       |
| Short 330-200    | 4        | 1988–1991        |       |

## Linie Partnerskie
Thai Airways International oferują usługę codeshare z następującymi liniami lotniczymi:
| - Air Canada - Air India - Air Macau - Air New Zealand - All Nippon Airways - Asiana Airlines - Austrian Airlines | - Bangkok Airways - Brussels Airlines - China Southern Airlines - EgyptAir - El Al - Emirates - EVA Air | - Gulf Air - Japan Airlines - Lao Airlines - Lufthansa - Malaysia Airlines - Oman Air - Pakistan International Airlines | - Royal Brunei Airlines - Scandinavian Airlines - Swiss International Air Lines - TAP Air Portugal - Turkish Airlines |